# Mel Galley
Mel Galley, född 1948, död 1 juli 2008, var en engelsk gitarrist som bland annat spelade med Whitesnake, Trapeze, Finders Keepers och Phenomena. Han gjorde sig mest känd som medlem i Whitesnake där han fick lämna bandet efter att ha råkat ut för en handskada.
7 februari 2008 meddelade Galley att han var döende i cancer och endast hade en kort tid kvar att leva.
"I have been very lucky. I have seen some great bands, and played with many great musicians. And I have enjoyed some tremendous experiences. I am thankful that I can say a proper goodbye to all the friends I have made, who are now rallying round me". Mel Galley avled 1 juli 2008.